# Cmentarz Flamiński

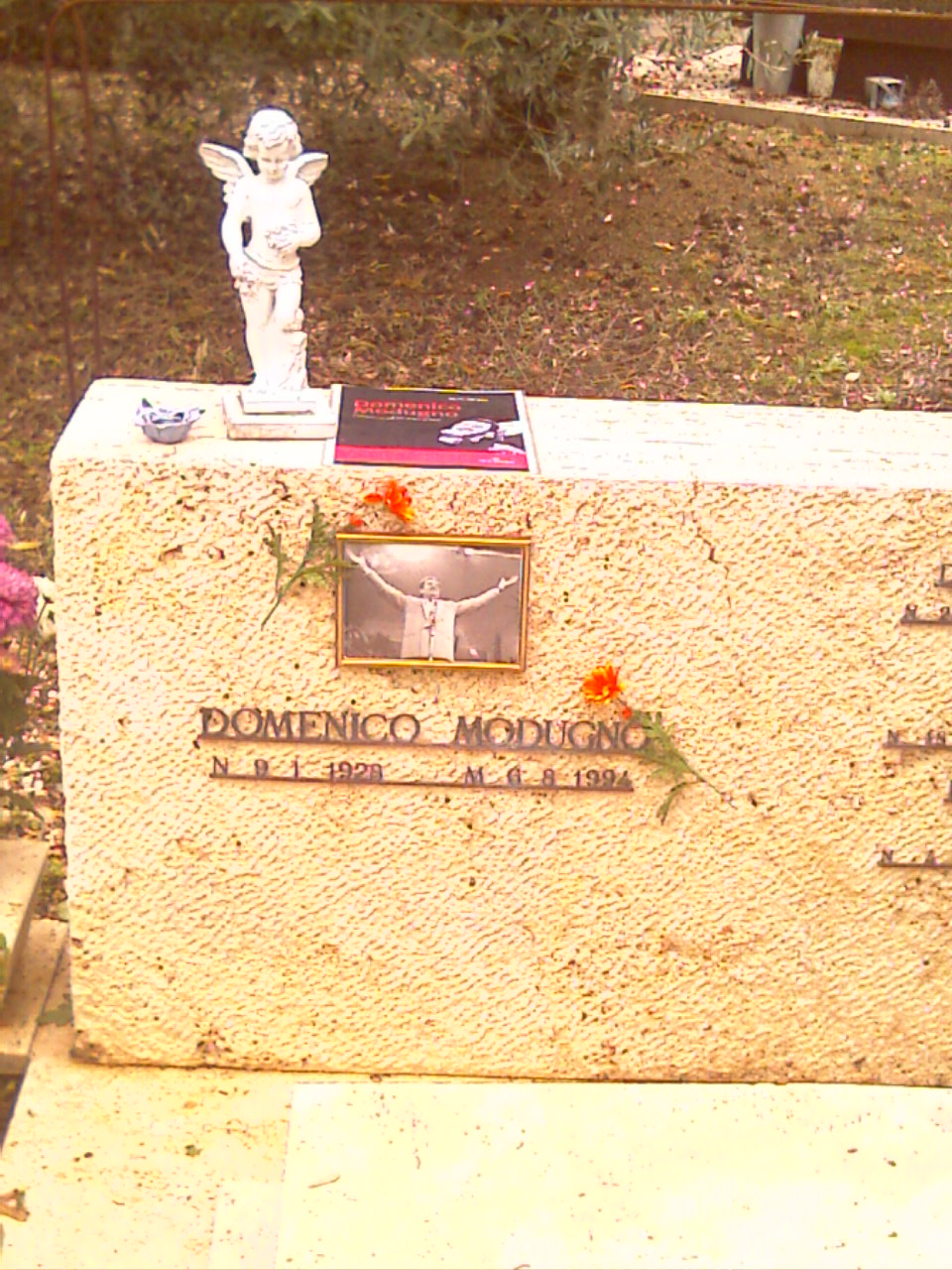
Grób Domenico Modugno

Cmentarz Flamiński (wł. Cimitero Flaminio, Cimitero di Prima Porta) – cmentarz komunalny przy Via Flaminia w Rzymie.
Cmentarz Flamiński jest największą nekropolią Rzymu i jednocześnie największym cmentarzem we Włoszech, obejmuje teren o powierzchni 140 ha. Łączna długość dróg wewnętrznych to 37 km. Został poświęcony w 1941 roku. Ma wydzielone sektory należące do poszczególnych denominacji religijnych: katolicka, ewangelicka, żydowska i islamska. Każda z nich ma własne miejsca kultu. Kaplica katolicka dedykowana jest św. Michałowi Archaniołowi. 1 listopada 1991 roku papież Jan Paweł II poświęcił kaplicę polską ufundowaną przez Polonię. Na cmentarzu wydzielony jest też obszar do rozsypywania prochów – „Ogród Pamięci” (wł. il Giardino dei Ricordi).
Na terenie nekropolii znajdują się pozostałości willi rzymskiej z ok. 25 roku p.n.e. Od 1888 roku istniał cmentarz w Montebello, stanowiący obecnie część Cmentarza Flamińskiego. W 1978 roku odsłonięto pomnik dedykowany partyzantom jugosłowiańskim.
Na Cmentarzu Flamińskim pochowani zostali, m.in.:
- Gianni Agus(inne języki) – aktor
- Ennio Antonelli(inne języki) – aktor i bokser
- Maurizio Arena – aktor
- Gilberto Agustoni – szwajcarski kardynał
- Enrico Berlinguer – polityk
- Fulvio Bernardini – piłkarz
- Carla Boni – piosenkarka
- Rossano Brazzi – aktor
- Renato Carosone – kompozytor i piosenkarz
- Gino Cervi – aktor
- Giorgio Chinaglia – piłkarz
- Luigi Comencini – reżyser i scenarzysta filmowy
- Arturo Dominici – aktor
- Amintore Fanfani – polityk, premier
- Giuliano Gemma – aktor i rzeźbiarz
- Jerzy Hordyński - poeta i publicysta
- Sylva Koscina – aktorka i modelka
- Virna Lisi – aktorka
- Myrosław Marusyn – greckokatolicki arcybiskup
- Pietro Mennea – sportowiec i polityk
- Domenico Modugno – kompozytor i piosenkarz
- Joaquín Navarro-Valls – rzecznik Watykanu
- Umberto Nobile – pilot i polarnik
- Silvana Pampanini – aktorka i reżyser
- Alberto Rabagliati – piosenkarz i aktor
- Renato Rascel – aktor i piosenkarz
- Fernando Viola – piłkarz
- Michał Waszyński – reżyser